# 石橋駅 (栃木県)

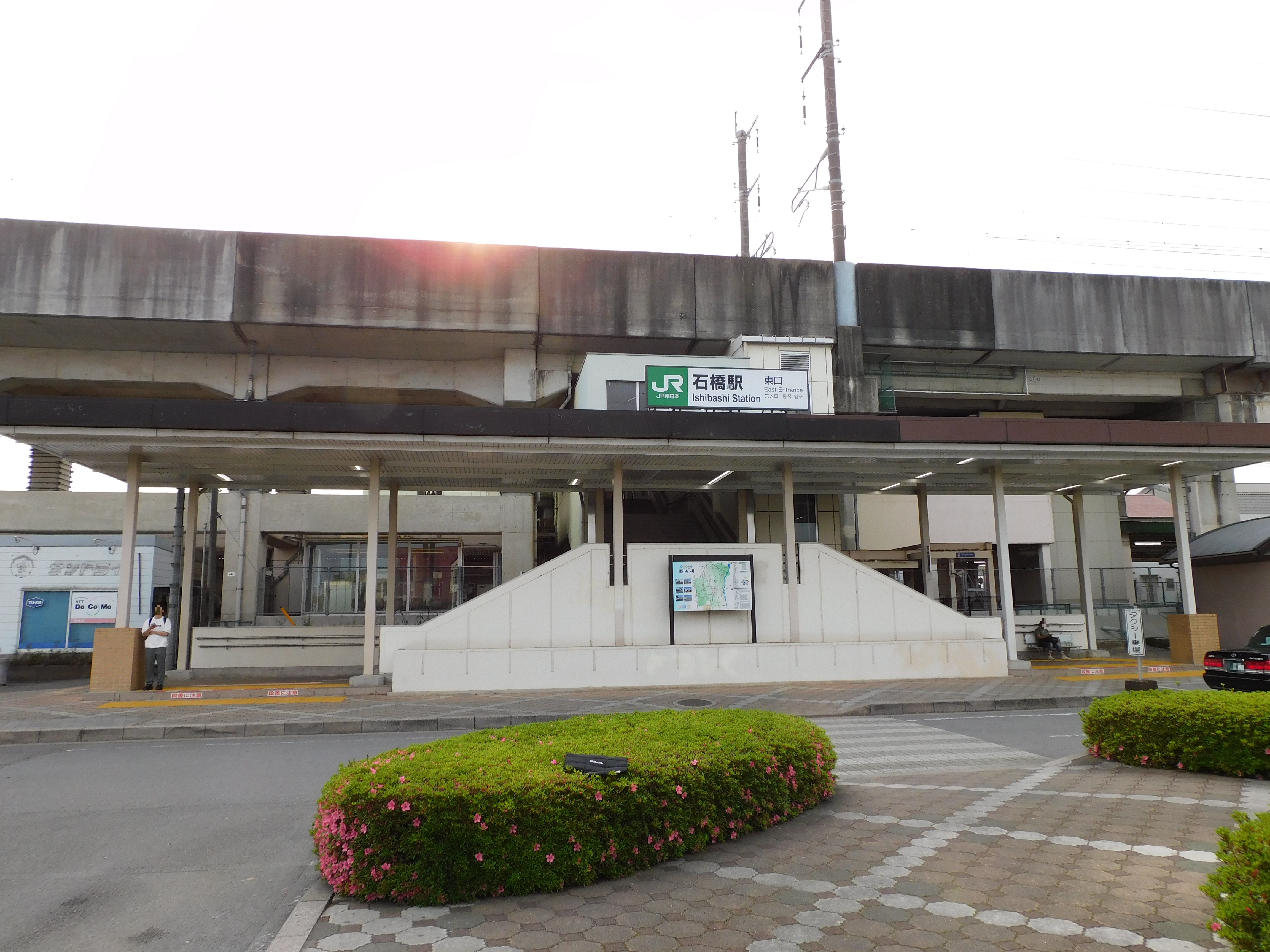
東口（2022年5月）

石橋駅（いしばしえき）は、栃木県下野市石橋にある、東日本旅客鉄道（JR東日本）東北本線の駅。
「宇都宮線」の愛称区間に含まれており、上野駅発着系統と、新宿駅経由で横須賀線に直通する湘南新宿ライン、上野駅・東京駅経由で東海道線に直通する上野東京ラインが停車する。

## 歴史
- 1885年（明治18年）7月16日：日本鉄道の駅として開業[2]。当時は1日2往復の運行であった[3]。
- 1906年（明治39年）11月1日：鉄道国有法により国有化[2]。
- 1909年（明治42年）10月12日：線路名称制定により東北本線の所属となる。
- 1974年（昭和49年）10月15日：貨物の取り扱いを廃止[2]。
- 1984年（昭和59年）2月1日：荷物扱い廃止[2]。
- 1987年（昭和62年）4月1日：国鉄分割民営化により、東日本旅客鉄道の駅となる[2]。
- 2000年（平成12年）2月10日：自動改札機運用開始[4]。
- 2001年（平成13年）11月18日：ICカード「Suica」供用開始。
- 2007年（平成19年）11月20日：指定席券売機使用開始。
- 2013年（平成25年）5月1日：業務委託化[5]。
- 2015年（平成27年）
  - 3月8日：遠隔操作システム導入に伴い、始発 - 6:50頃まで駅員無配置化。
  - 4月30日：この日をもってみどりの窓口の営業が終了。

## 駅構造
相対式ホーム2面2線を有する地上駅で、橋上駅舎を有している。
小金井駅管理の業務委託駅（JR東日本ステーションサービス委託）。Suica対応自動改札機、指定席券売機が設置されている。遠隔操作システムにより始発 - 6:50頃まで無人になるため、駅員不在時対応として改札窓口・多機能券売機・自動精算機脇にインターホンが、改札脇に乗車駅証明書発行機が設置されている。改札外にはNewDaysKIOSKがあったが、2023年10月末までに閉鎖された。みどりの窓口が設置されていたが、2015年4月末を以て閉鎖された。
西口には小規模ながらペデストリアンデッキが設置され、隣接する駐輪場の2階部に直接入ることができる。

### のりば
| 番線 | 路線                 | 方向 | 行先                             |
| ---- | -------------------- | ---- | -------------------------------- |
| 1    | ■ 宇都宮線（東北線） | 下り | 宇都宮・黒磯方面                 |
| 2    | ■ 宇都宮線（東北線） | 上り | 小山・大宮・東京・新宿・横浜方面 |
| 2    | ■ 湘南新宿ライン     | 上り | 小山・大宮・東京・新宿・横浜方面 |
| 2    | ■ 上野東京ライン     | 上り | 小山・大宮・東京・新宿・横浜方面 |

（出典：JR東日本:駅構内図）
- 湘南新宿ラインの列車は前述のように横須賀線へ直通する。

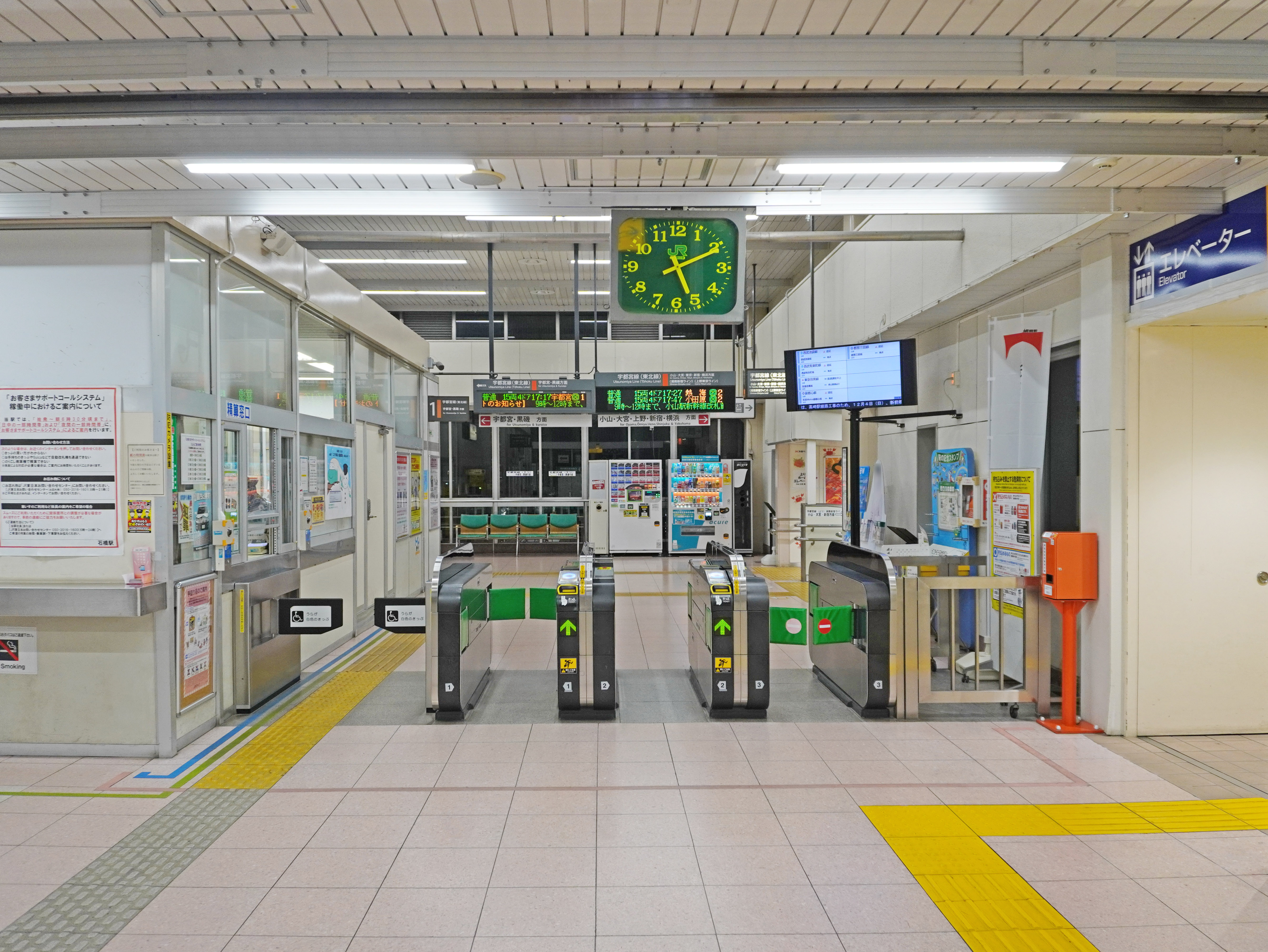
改札口（2022年12月）
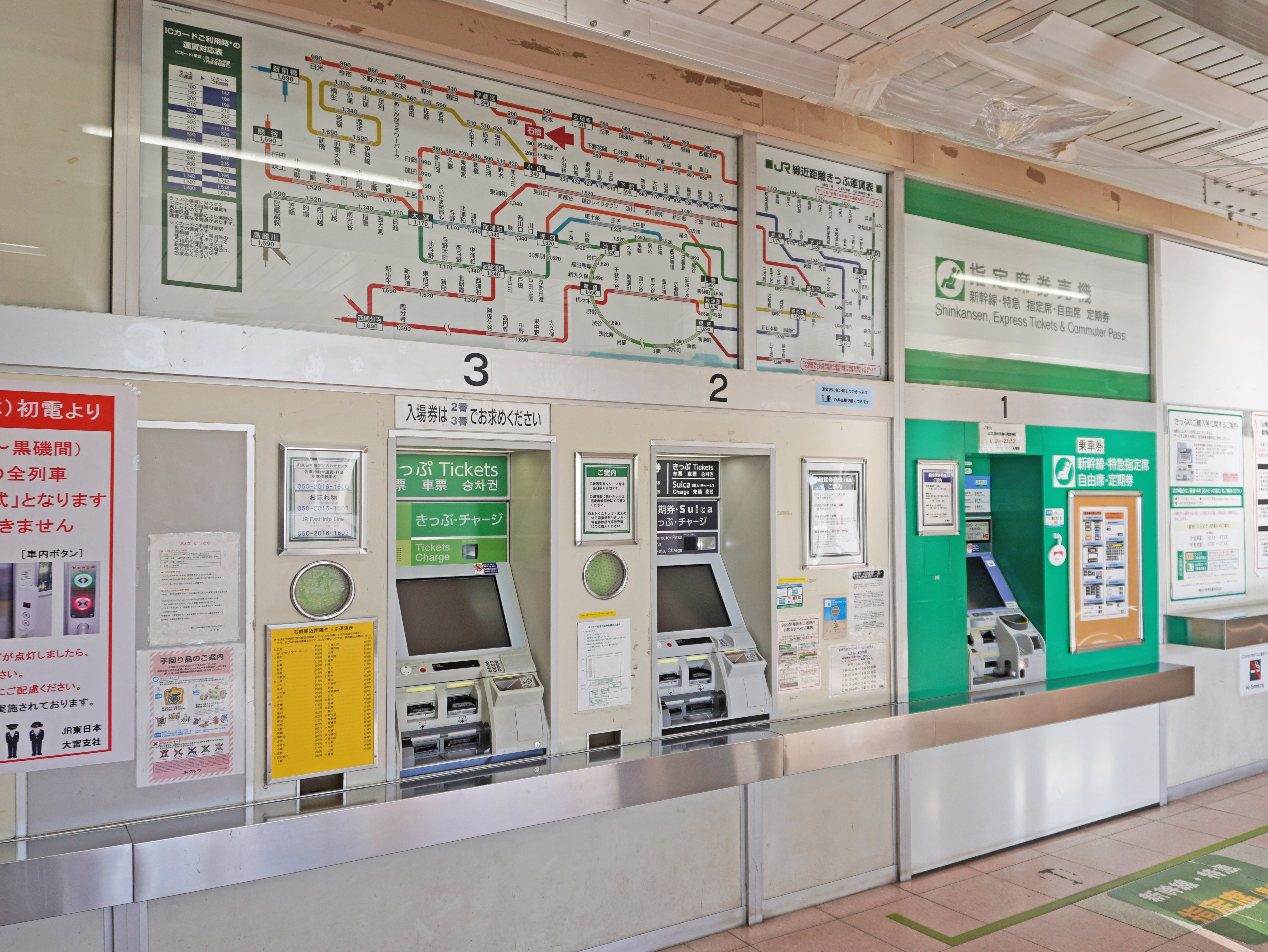
自動券売機（2022年11月）
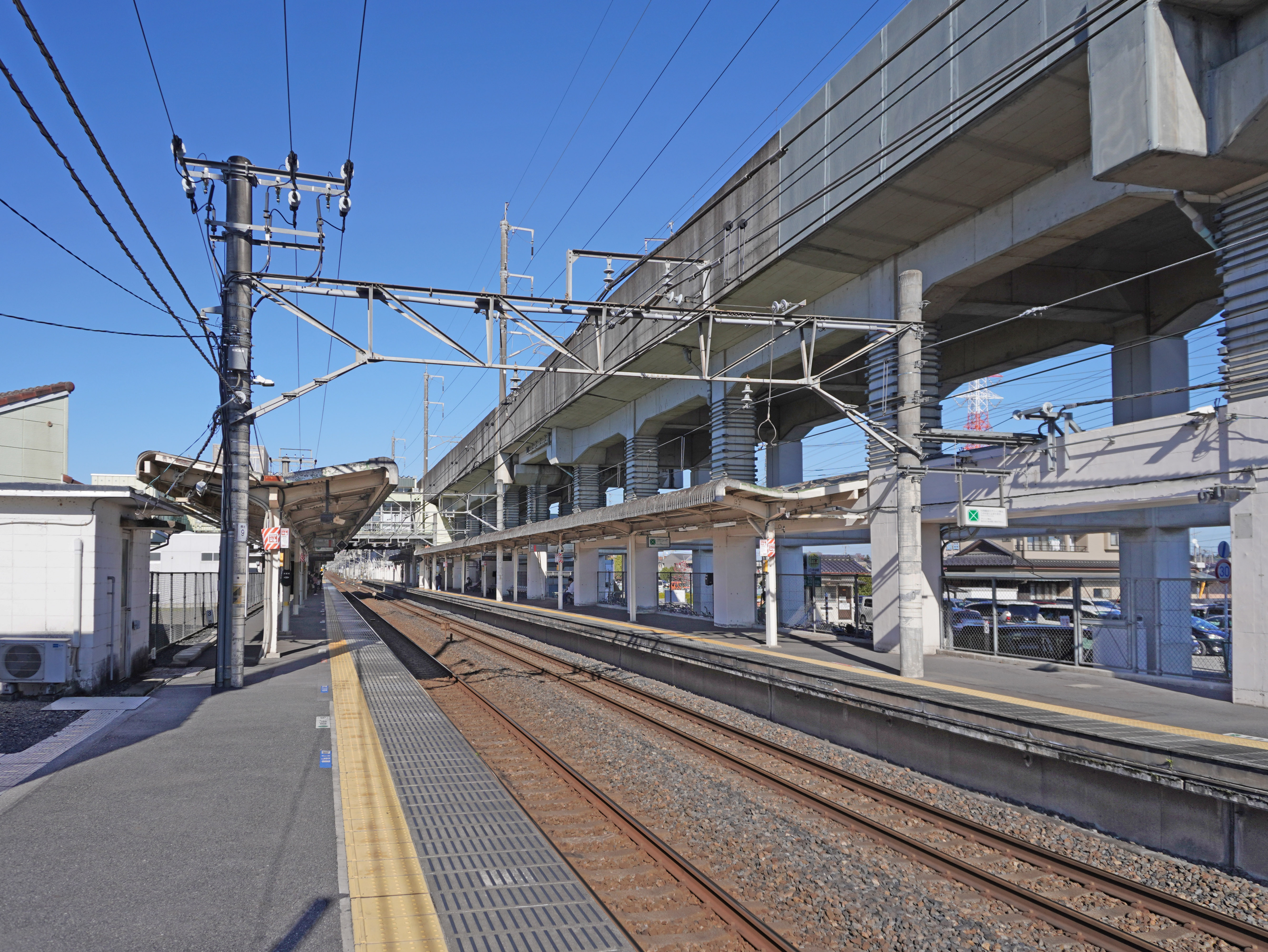
ホーム（2022年11月）

## 利用状況
JR東日本によると、2023年度（令和5年度）の1日平均乗車人員は4,527人である。
1886年度（明治19年度）以降の推移は以下のとおりである。
| 乗車人員推移       | 乗車人員推移     | 乗車人員推移    |
| 年度               | 1日平均 乗車人員 | 出典            |
| ------------------ | ---------------- | --------------- |
| 1886年（明治19年） | 16               | [ 利用客数 2 ]  |
| 1887年（明治20年） | 40               | [ 利用客数 3 ]  |
| 1888年（明治21年） | 53               | [ 利用客数 3 ]  |
| 1889年（明治22年） | 63               | [ 利用客数 3 ]  |
| 1890年（明治23年） | 72               | [ 利用客数 3 ]  |
| 1891年（明治24年） | 74               | [ 利用客数 3 ]  |
| 1892年（明治25年） | 73               | [ 利用客数 3 ]  |
| 1894年（明治27年） | 76               | [ 利用客数 3 ]  |
| 1895年（明治28年） | 77               | [ 利用客数 3 ]  |
| 1899年（明治32年） | 127              | [ 利用客数 3 ]  |
| 1900年（明治33年） | 134              | [ 利用客数 3 ]  |
| 1901年（明治34年） | 133              | [ 利用客数 3 ]  |
| 1902年（明治35年） | 130              | [ 利用客数 3 ]  |
| 1903年（明治36年） | 122              | [ 利用客数 3 ]  |
| 1904年（明治37年） | 107              | [ 利用客数 3 ]  |
| 1905年（明治38年） | 114              | [ 利用客数 3 ]  |
| 1906年（明治39年） | 125              | [ 利用客数 3 ]  |
| 1907年（明治40年） | 152              | [ 利用客数 3 ]  |
| 1908年（明治41年） | 148              | [ 利用客数 3 ]  |
| 1909年（明治42年） | 136              | [ 利用客数 3 ]  |
| 1910年（明治43年） | 152              | [ 利用客数 3 ]  |
| 1911年（明治44年） | 170              | [ 利用客数 3 ]  |
| 1912年（大正元年） | 169              | [ 利用客数 3 ]  |
| 1913年（大正02年） | 209              | [ 利用客数 3 ]  |
| 1914年（大正03年） | 183              | [ 利用客数 3 ]  |
| 1915年（大正04年） | 198              | [ 利用客数 3 ]  |
| 1916年（大正05年） | 200              | [ 利用客数 3 ]  |
| 1917年（大正06年） | 239              | [ 利用客数 3 ]  |
| 1918年（大正07年） | 275              | [ 利用客数 3 ]  |
| 1919年（大正08年） | 317              | [ 利用客数 4 ]  |
| 1920年（大正09年） | 330              | [ 利用客数 4 ]  |
| 1923年（大正12年） | 491              | [ 利用客数 4 ]  |
| 1924年（大正13年） | 510              | [ 利用客数 4 ]  |
| 1926年（昭和元年） | 449              | [ 利用客数 4 ]  |
| 2000年（平成12年） | 4,860            | [ 利用客数 5 ]  |
| 2001年（平成13年） | 4,877            | [ 利用客数 6 ]  |
| 2002年（平成14年） | 4,864            | [ 利用客数 7 ]  |
| 2003年（平成15年） | 4,837            | [ 利用客数 8 ]  |
| 2004年（平成16年） | 4,806            | [ 利用客数 9 ]  |
| 2005年（平成17年） | 4,831            | [ 利用客数 10 ] |
| 2006年（平成18年） | 4,855            | [ 利用客数 11 ] |
| 2007年（平成19年） | 4,914            | [ 利用客数 12 ] |
| 2008年（平成20年） | 4,942            | [ 利用客数 13 ] |
| 2009年（平成21年） | 4,739            | [ 利用客数 14 ] |
| 2010年（平成22年） | 4,674            | [ 利用客数 15 ] |
| 2011年（平成23年） | 4,674            | [ 利用客数 16 ] |
| 2012年（平成24年） | 4,670            | [ 利用客数 17 ] |
| 2013年（平成25年） | 4,819            | [ 利用客数 18 ] |
| 2014年（平成26年） | 4,802            | [ 利用客数 19 ] |
| 2015年（平成27年） | 4,879            | [ 利用客数 20 ] |
| 2016年（平成28年） | 4,856            | [ 利用客数 21 ] |
| 2017年（平成29年） | 4,942            | [ 利用客数 22 ] |
| 2018年（平成30年） | 5,004            | [ 利用客数 23 ] |
| 2019年（令和元年） | 4,860            | [ 利用客数 24 ] |
| 2020年（令和02年） | 3,388            | [ 利用客数 25 ] |
| 2021年（令和03年） | 3,682            | [ 利用客数 26 ] |
| 2022年（令和04年） | 4,059            | [ 利用客数 27 ] |
| 2023年（令和05年） | 4,527            | [ 利用客数 1 ]  |

## 駅周辺

### 西口
- 公衆トイレ
- 下野警察署石橋駅前交番
- 石橋駅自転車駐輪場（レンタサイクル受付）[6]
- 路線バス・タクシー乗り場

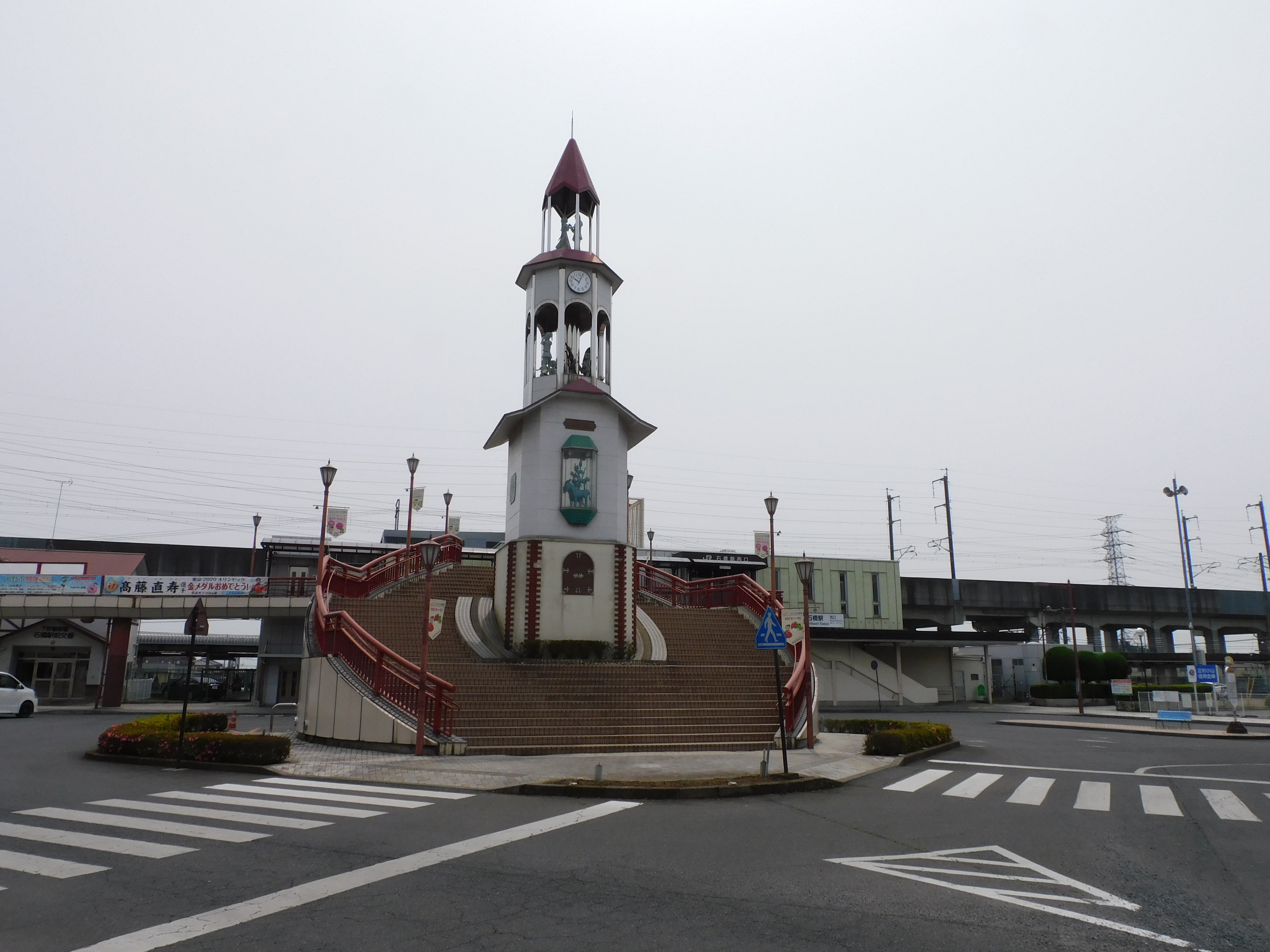
グリムからくり時計（2022年5月）

- 関東自動車定期券・バスカード石橋発売センター（バス待合室兼用）
- 関東交通石橋営業所
- 足利小山信用金庫石橋支店（建物の土地は、かつての関東自動車小山石橋営業所跡地）
- 国道4号（駅西通りから石橋交差点で接続）
- 栃木県道65号鹿沼下野線（上記石橋交差点からさらに西の石橋高校南側交差点で接続）
- 栃木県道71号羽生田上蒲生線（駅北方を通過）
- 茨城県道・栃木県道146号結城石橋線（駅南方を通過）
- 国道352号（駅南方を通過）
- 栃木県立石橋高等学校
- 下野市石橋公民館
- 石橋郵便局
- 石橋本町郵便局
- 開雲寺
- 能開センター石橋校
- 児山城跡
- 関東自動車石橋営業所
- 栃木県下野警察署
- グリムの森
  - ロータリー内にグリム時計台がある。
- かましん 石橋店
- 姿川
- 田川

### 東口
石橋駅東土地区画整理事業の一環で開設された。駅前ロータリーより東側は隣町の上三川町となっており、日産自動車栃木工場の従業員を送迎するバス停がある。
- 大山簡易郵便局（一時閉鎖中）

## バス路線

### 西口発着

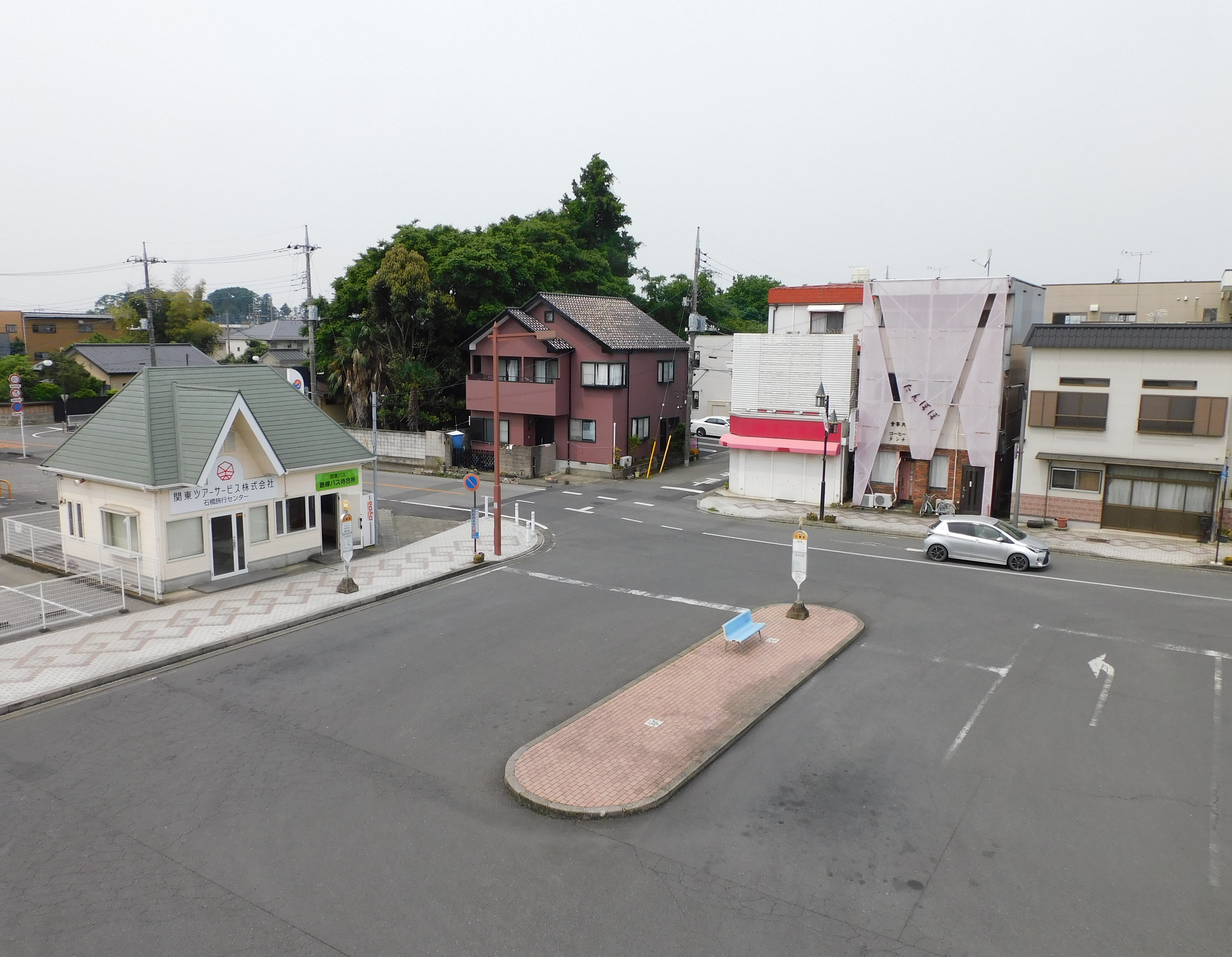
待合所のある左側が1番のりば（2022年5月）

「石橋駅」停留所にて、関東自動車石橋営業所・関東自動車簗瀬営業所が運行する路線バスが発着する。
1番のりば
- 真岡営業所
- 獨協医大病院

2番のりば
- JR宇都宮駅西口

かつては国道4号経由で自治医大病院に向かう路線も存在したが、2004年に廃止されている。昭和期に運行されていた宇都宮駅 - 小山駅・小山車庫間直通路線は石橋駅構内には乗り入れず、駅とは石橋待合所停留所にて接続していた。
また、2019年10月1日から、当駅を基点に下野市・上三川町・壬生町広域連携バス「ゆうがおバス」の実証運行が開始された。運行受託は関東自動車。
- JR石橋駅 - 獨協線：独協医大病院前
- ゆうきが丘循環線：ゆうきが丘循環

その後、2022年3月末に「ゆうがおバス」の実証運行を終了した。同時に、運行期間中の利用実績等を理由に「ゆうきが丘循環線」が2022年3月末に廃線となり、同年4月から「JR石橋駅 - 獨協線」が関東自動車へ移管された。

### 東口発着
2019年時点では路線バスの運行はない。2008年から2013年までは上三川町巡回バスが乗り入れていた。
上三川町のデマンド交通「かみたん号」においてJR石橋駅東口が乗降可能施設の内の1つに指定されており、専用のポールが立てられている。

## 隣の駅
東日本旅客鉄道（JR東日本）
■宇都宮線
■快速（「ラビット」を含む）・■普通
自治医大駅 - 石橋駅 - （宇都宮貨物ターミナル駅） - 雀宮駅

### 記事本文
1. 1 2 3 4  『週刊 JR全駅・全車両基地』 05号 上野駅・日光駅・下館駅ほか92駅、朝日新聞出版〈週刊朝日百科〉、2012年9月9日、24頁。
2. 1 2 3 4 5  石野哲 編『停車場変遷大事典 国鉄・JR編 Ⅱ』（初版）JTB、1998年10月1日、394頁。ISBN 978-4-533-02980-6。
3. ↑  上三川町史編さん委員会 編 1981, p. 661.
4. ↑  「JR年表」『JR気動車客車編成表 '00年版』ジェー・アール・アール、2000年7月1日、186頁。ISBN 4-88283-121-X。
5. 1 2  JR東日本ステーションサービス事業エリア
6. ↑  “レンタサイクル タクシー”.   下野市観光協会. 2022年5月22日閲覧。
7. ↑  “1市2町広域連携「ゆうがおバス」の実証運行を開始します”. 下野市 (2019年9月27日). 2019年10月2日閲覧。[リンク切れ]
8. ↑  “愛称は「ゆうがおバス」 下野・上三川・壬生、10月から運行の広域連携バス”. 下野新聞. (2019年8月16日).  オリジナルの2019年9月2日時点におけるアーカイブ。 2019年9月28日閲覧。
9. ↑  “1市2町 広域連携バス” (PDF).   関東自動車. 2019年9月28日時点のオリジナルよりアーカイブ。2019年9月28日閲覧。
10. 1 2  1市2町 下野市・上三川町・壬生町 広域連携バス ゆうがおバス（1/2） (PDF)  - 下野市、2019年10月2日閲覧[リンク切れ]
11. 1 2  “広域連携「ゆうがおバス」を運行中です”.   下野市 (2022年4月1日). 2022年11月23日時点のオリジナルよりアーカイブ。2022年11月23日閲覧。
12. ↑  上三川町 デマンド交通について 2019年10月6日閲覧

### 利用状況
1. 1 2  “各駅の乗車人員（2023年度）”.   東日本旅客鉄道. 2024年7月20日閲覧。
2. ↑  上三川町史編さん委員会 編『上三川町史 通史編 下巻』上三川町、1981年12月25日、661頁。
3. 1 2 3 4 5 6 7 8 9 10 11 12 13 14 15 16 17 18 19 20 21 22 23 24 25 26 27 28  上三川町史編さん委員会 編『上三川町史 通史編 下巻』上三川町、1981年12月25日、662頁。
4. 1 2 3 4 5  上三川町史編さん委員会 編『上三川町史 通史編 下巻』上三川町、1981年12月25日、663頁。
5. ↑  “各駅の乗車人員（2000年度）”.   東日本旅客鉄道. 2019年2月13日閲覧。
6. ↑  “各駅の乗車人員（2001年度）”.   東日本旅客鉄道. 2019年2月13日閲覧。
7. ↑  “各駅の乗車人員（2002年度）”.   東日本旅客鉄道. 2019年2月13日閲覧。
8. ↑  “各駅の乗車人員（2003年度）”.   東日本旅客鉄道. 2019年2月13日閲覧。
9. ↑  “各駅の乗車人員（2004年度）”.   東日本旅客鉄道. 2019年2月13日閲覧。
10. ↑  “各駅の乗車人員（2005年度）”.   東日本旅客鉄道. 2019年2月13日閲覧。
11. ↑  “各駅の乗車人員（2006年度）”.   東日本旅客鉄道. 2019年2月13日閲覧。
12. ↑  “各駅の乗車人員（2007年度）”.   東日本旅客鉄道. 2019年2月13日閲覧。
13. ↑  “各駅の乗車人員（2008年度）”.   東日本旅客鉄道. 2019年2月13日閲覧。
14. ↑  “各駅の乗車人員（2009年度）”.   東日本旅客鉄道. 2019年2月13日閲覧。
15. ↑  “各駅の乗車人員（2010年度）”.   東日本旅客鉄道. 2019年2月13日閲覧。
16. ↑  “各駅の乗車人員（2011年度）”.   東日本旅客鉄道. 2019年2月13日閲覧。
17. ↑  “各駅の乗車人員（2012年度）”.   東日本旅客鉄道. 2019年2月13日閲覧。
18. ↑  “各駅の乗車人員（2013年度）”.   東日本旅客鉄道. 2019年2月13日閲覧。
19. ↑  “各駅の乗車人員（2014年度）”.   東日本旅客鉄道. 2019年2月13日閲覧。
20. ↑  “各駅の乗車人員（2015年度）”.   東日本旅客鉄道. 2019年2月13日閲覧。
21. ↑  “各駅の乗車人員（2016年度）”.   東日本旅客鉄道. 2019年2月13日閲覧。
22. ↑  “各駅の乗車人員（2017年度）”.   東日本旅客鉄道. 2019年2月13日閲覧。
23. ↑  “各駅の乗車人員（2018年度）”.   東日本旅客鉄道. 2019年7月11日閲覧。
24. ↑  “各駅の乗車人員（2019年度）”.   東日本旅客鉄道. 2020年7月10日閲覧。
25. ↑  “各駅の乗車人員（2020年度）”.   東日本旅客鉄道. 2021年7月22日閲覧。
26. ↑  “各駅の乗車人員（2021年度）”.   東日本旅客鉄道. 2022年8月5日閲覧。
27. ↑  “各駅の乗車人員（2022年度）”.   東日本旅客鉄道. 2023年7月9日閲覧。